# Заручейный
Заручейный — посёлок в Усть-Вымском районе Республики Коми, входит в состав сельского поселения Межег.

## История
С 1938 году здесь была известна нефтебаза Севжелдорлага, с 1960 отмечался поселок Нефтебаза. 
В 1966 г. Указом Президиума ВС РСФСР поселок нефтебазы переименован в Заручейный.
Население составляло 86 человек (1959), 82 (1970), 58 (1989), в том числе русские 68% и коми 27%, 50 (1995).

## Население
| 1989 | 2002 | 2010 |
| ---- | ---- | ---- |
| 58   | ↘56  | ↘33  |